# Kim Rhodes
Pour les articles homonymes, voir Rhodes (homonymie).
Kimberly Rhodes née le 7 juin 1969 à Portland, est une actrice américaine connue principalement pour son rôle de Carey Martin dans La Vie de croisière de Zack et Cody et La Vie de palace de Zack et Cody ainsi que pour son rôle du Sheriff Jody Mills dans Supernatural.

## Biographie
Elle a grandi à Portland (Oregon). Elle a étudié au "Benson Polytechnic High School" et a obtenu un bac en art dramatique. Elle a étudié à l'Université de l'Oregon et a été diplômé en 1991.
Elle est mariée à l'acteur Travis Hodges, ils ont une fille Tabitha.

### Carrière
Entre 2005 et 2008, elle a joué dans la sitcom américaine de 87 épisodes de 22 minutes créée par Danny Kallis et Jim Geoghan et diffusée du 18 mars 2005 au 1er septembre 2008 sur Disney Channel. Elle tient le rôle de Carey Martin, la mère des jumeaux Zack et Cody interprétés par Dylan et Cole Sprouse.
En 2010, elle a été choisie pour interpréter le rôle du Sheriff Jody Mills dans la série Supernatural aux côtés des frères Sam et Dean Winchester interprété par Jared Padalecki et Jensen Ackles. La série s'arrête en 2020 avec la saison 15 et 327 épisodes.

## Filmographie

### Cinéma
- 2001 : Un trop bel alibi (In Pursuit) : Ann Sutton
- 2004 : Un Noël de folie ! (Christmas with the Kranks) de Joe Roth : Office Staff
- 2008 : Desertion : Jane Nichols
- 2008 : Le Pacte mystérieux (Mostly Ghostly) de Richard Correll : Harriett Doyle
- 2009 : Relish : Superchick
- 2009 : A Funeral for Grandpa Harry : Samantha
- 2010 : Cyrus de Jay Duplass et Mark Duplass : Dr. Dallas
- 2012 : Atlas Shrugged: Part II de John Putch : Lillian Rearden
- 2018 : Jimmy's Jungle de Michael J. Sarna : Mrs. Bell

### Télévision
- 1996-1999 : Another World (série télévisée)  : Cindy Harrison
- 1999 : The Lot (série télévisée) : Rachel Lipton
- 1999 : Le Flic de Shanghaï (Martial Law) (série télévisée) : Roxanne Cole
- 2000 : Star Trek : Voyager (série télévisée) : Ensign Lyndsay Ballard
- 2000 : Stark Raving Mad (série télévisée) : Brooke
- 2000 : One World (série télévisée) : Diane
- 2000 - 2001 : As the World Turns (série télévisée) : Cindy Harrison
- 2001 : Titus (série télévisée) : Tiffany
- 2001 : Invisible Man (The Invisible Man) (série télévisée) : Eleanor Stark
- 2002 : Becker (série télévisée) : Julie
- 2002 : Les Anges du bonheur (Touched by an Angel) (série télévisée) : Liz
- 2002 : Boomtown (série télévisée) : Julia Sloane
- 2002 : FBI : Portés disparus (Without a Trace) (série télévisée) : Polly
- 2004 : Les Experts (CSI: Crime Scene Investigation) (série télévisée) : Lydia Lopez
- 2005 - 2008 : La Vie de palace de Zack et Cody (The Suit Life of Zack and Cody) : Carey Martin (87 épisodes)
- 2008 : Le Baiser de minuit (A Kiss at Midnight) (Téléfilm) : Maureen O'Connor
- 2008 - 2009 : La Vie de croisière de Zack et Cody (The Suit Life on Deck) : Carey Martin (4 épisodes)
- 2010 - 2020 Supernatural : Sheriff Jody Mills (19 épisodes)
- 2011 : Un admirateur secret (A Crush on You) (TV) : Val
- 2013 : Switched at Birth (Saison 2, Episode 5 et 7) : Tria
- 2016 : Colony (Saison 1, Episode 3 et 6) : Rachel
- 2017 : Criminal Minds: Beyond Borders (Saison 2, Episodes 9 et 13) :  Linda Barnes
- 2018 : Esprits criminels (Saison 13, Episodes 13 à 16)  : Linda Barnes
- 2019 : What/If (Saison 1, Episode 10)  : Diane Foy